# Campillo de Azaba
Campillo de Azaba é um município da Espanha na província de Salamanca, comunidade autónoma de Castela e Leão, de área 26,03 km² com população de 43 habitantes (2007) e densidade populacional de 8,26 hab./km².

## Demografia
| Variação demográfica do município entre 1991 e 2004 | Variação demográfica do município entre 1991 e 2004 | Variação demográfica do município entre 1991 e 2004 | Variação demográfica do município entre 1991 e 2004 |
| --------------------------------------------------- | --------------------------------------------------- | --------------------------------------------------- | --------------------------------------------------- |
| 1991                                                | 1996                                                | 2001                                                | 2004                                                |
| 325                                                 | 290                                                 | 256                                                 | 249                                                 |